# Королищевичи
Королищевичи (бел. Каралі́шчавічы) — деревня в Минском районе Минской области Республики Беларусь. Расположена в 4-х километрах к югу от населённого пункта Новый Двор, входит в Новодворский сельсовет. Через деревню протекает река Свислочь, проходит железнодорожная ветка Колодищи — Михановичи. На 2010 год насчитывалось 169 хозяйств, 545 жителей.

## История

### В составе Великого княжества Литовского и Речи Посполитой
В 1582 году — село имения Гатово, хозяйский двор, собственность князей Крушинского и Масальского, в Минском повете и воеводстве Великого княжества Литовского.
В 1597—1598 годах — село, хозяйский двор, собственность Тышкевича, Масальской, Крушинского.
В 1667 году — имение, собственность Друцкого-Горского.
В 1719 году — Георгий (Антоний) Прушинский приобрёл деревню у Михаила (Антония) Друцко-Горского. Впоследствии владение перешло к его сыну, Язепу Прушинскому — маршалку Главного Трибунала и орденов Белого Орла и Святого Станислава.
В 1778 году было 29 дворов, 171 житель, церковь, фольварк.
В 1779 году — Язэп Прушинский разделил своё имущество между детьми. Передал Королищевичи своему сыну, Станиславу Прушинскому — старосте минскому, генерал-адъютанту короля Станисалава Понятовского, маршалку Игуменского повета.
Станислав Прушинский основал в своих имениях 8 костёлов, в том числе в 1785 г. основал костёл в Королищевичах. Костёл был освящён в 1786 г. в честь опеки Божией Матери.
В конце XVIII в. Станислав Прушинский заложил в Королищевичах усадьбу с хозяйственными пристройками. Усадьба занимала высокую левую террасу реки Свислочь и включала усадебный дом, регулярный парк, костёл и хозяйственный двор. Деревянное, срубной конструкции здание сочетало формы барокко и классицизма.
В 1791 году село было центром имения, 108 дымов, 2 корчмы, собственность Минского прихода (белор. Мінскай парафii) и Прушинских.

### В составе Российской империи
После Второго раздела Речи Посполитой (1793) в составе Российской империи.
В 1797 году — в Королищевичах Станислав Прушинский принимал у себя императора Павла I и был награждён орденом св. Анны.
В 1800 году — село около р. Свислочь, 35 дворов, 300 жителей, деревянный костёл Святой Троицы, часовня, корчма, хозяйский двор, деревянный мост через р. Свислочь, собственность Прушинского и Католической церкви, в Игуменском уезде Минской губернии.
В 1858 году было 49 крестьянских душ, а также 344 крестьянские души — у Прушинских.
В 1880 году — село, 51 двор, 584 жителя, костёл, в Игуменском уезде.
В 1897 году — село, 100 дворов, 708 жителей, костёл, часовня, питейный дом, имение (9 дворов, 83 жителя).
С 1907 года стало действовать народное училище.

### После 1917
Последние представители рода Прушинских покинули белорусские земли в 20-е гг. XX в.
В 1956 году неподалёку от Королищевичей был создан Дом творчества белорусских писателей имени Я. Коласа, позже перенесённый в окрестности Ракова под Минском.

## Транспорт
Транспорт связывающий Город Минск обеспечивается 3 _ 4 Автобусами
- 312а _ Мацевичи _ Минск (ДС Чижовка)
- 316 _ Минск (ДС Чижовка) — Мацевичи
- 376с _ Минск (АС Автозаводская) — Королищевичи
- 376ас _ Минск (АС Автозаводская) — Мацевичи

## Достопримечательность
- Усадьба Прушинских[4] XVIII—нач. XX вв. (в руинах) —  Историко-культурная ценность Республики Беларусь, шифр 613Г000362. По семейным преданиям, в 1797 году владелец усадьбы Станислав Прушинский принимал у себя императора Павла I. В телепередаче «Прыгоды дылетанта» также говорилось о том, что здесь бывал и последний король Речи Посполитой Станислав Август Понятовский. После пожара 1989 года от усадьбы сохранилось только прямоугольное в плане здание из красного кирпича (предположительно конюшня)[5].

- Костёл Опеки Божией Матери —  Историко-культурная ценность Республики Беларусь, шифр 713Г000229

## Галерея
- Костёл Опеки Божией Матери
- Информационный стенд Костёла Опеки Божией Матери
- Руины конюшни

## Известные жители
- Ганна Цюндявицкая (1803—1850) — автор популярной кулинарной книги «Литовская хозяйка»
- Язэп Пуща (1902—1964) — белорусский поэт